# Otto Rank
Otto Rank, född 22 april 1884 i Wien, död 31 oktober 1939 i New York,  var en österrikisk psykoanalytiker, författare och lärare. Född som Otto Rosenfeld, var han en av Sigmund Freuds närmaste medarbetare, en produktiv författare på psykoanalytiska teman, redaktör för de två viktigaste analytiska tidskrifterna, VD för Freuds förlag och en kreativ teoretiker och terapeut.

## Biografi
År 1905, vid 21 års ålder, presenterade Otto Rank ett kort manuskript för Freud som imponerade så mycket på denne att han bjöd in honom att bli sekreterare för det framväxande Wiener Psychoanalytische Vereinigung. Han blev därmed den förste avlönade medlemmen i den psykoanalytiska rörelsen, och Freuds "högra hand" i nästan 20 år. Freud ansåg Rank vara mer intimt intellektuell än hans egna söner, och den mest lysande av hans lärjungar i Wien.
Uppmuntrad och stödd av Freud avslutade Rank sina gymnasiestudier och började studera vid universitetet i Wien där han disputerade för en doktorsgrad 1911. Hans avhandling om Lohengrinsagan var den första freudianska doktorsavhandlingen.
År 1924 publicerade Rank boken Das Trauma der Geburt, i vilken han undersökte hur konst, myt, religion, filosofi och terapi bar spår av en separationsångest från "fasen innan utvecklingen av Oidipuskomplexet". Rank utvecklade ur detta teorin om ett så kallat födelsetrauma, vilket innebar att ångest hos neurotiker kan bottna i smärta från födelsen och den senare avvänjningen från modersbröstet. Denna teori fick så småningom en viss  betydelse för Arthur Janovs primalterapi. I Otto Ranks eget utövande av psykoterapi blev den känslomässiga relationen "här-och-nu" viktig. 
I maj 1926 flyttade Rank till Paris. Här var han terapeut åt författare som Henry Miller och Anaïs Nin. Han föreläste även vid Sorbonne. 
Rank hade stor framgång som terapeut och även som författare åren 1926–1939. Han reste ofta mellan Frankrike och Amerika, och föreläste vid universitet som Harvard, Yale, Stanford och University of Pennsylvania. Ämnen för hans föreläsningar var relations-, erfarenhets- och "här-och-nu"-psykoterapi, konst, den kreativa viljan och "neuros som ett misslyckande i kreativitet".
Otto Rank dog i New York 1939 av en njurinfektion, en månad efter Freuds läkarassisterade självmord på judiska Försoningsdagen. "Komisch" ["komiskt"], sade Rank på sin dödsbädd.